# Strider 2
Pour les articles homonymes, voir Strider (homonymie).
Ne doit pas être confondu avec Strider II.
Strider 2 (ストライダー飛竜２, Strider Hiryū 2) est un jeu vidéo d'action-plates-formes développé et édité par Capcom en décembre 1999 sur système d'arcade ZN-2. Il est basé sur le manga créé par Moto Kikaku et c'est le troisième jeu de la série Strider,.
Ce jeu est un jeu de plate forme dans lequel vous incarnez un jeune héros : Hiryu. Affronter les ennemis les plus puissants et rapides devient votre leitmotiv. Le jeu comprend des séquences graphiques 3D mais les personnages et presque l'ensemble du décor est en 2D.

## Portages
- PlayStation : 2000, dans la compilation Strider Hiryu 1&2